# Joznez

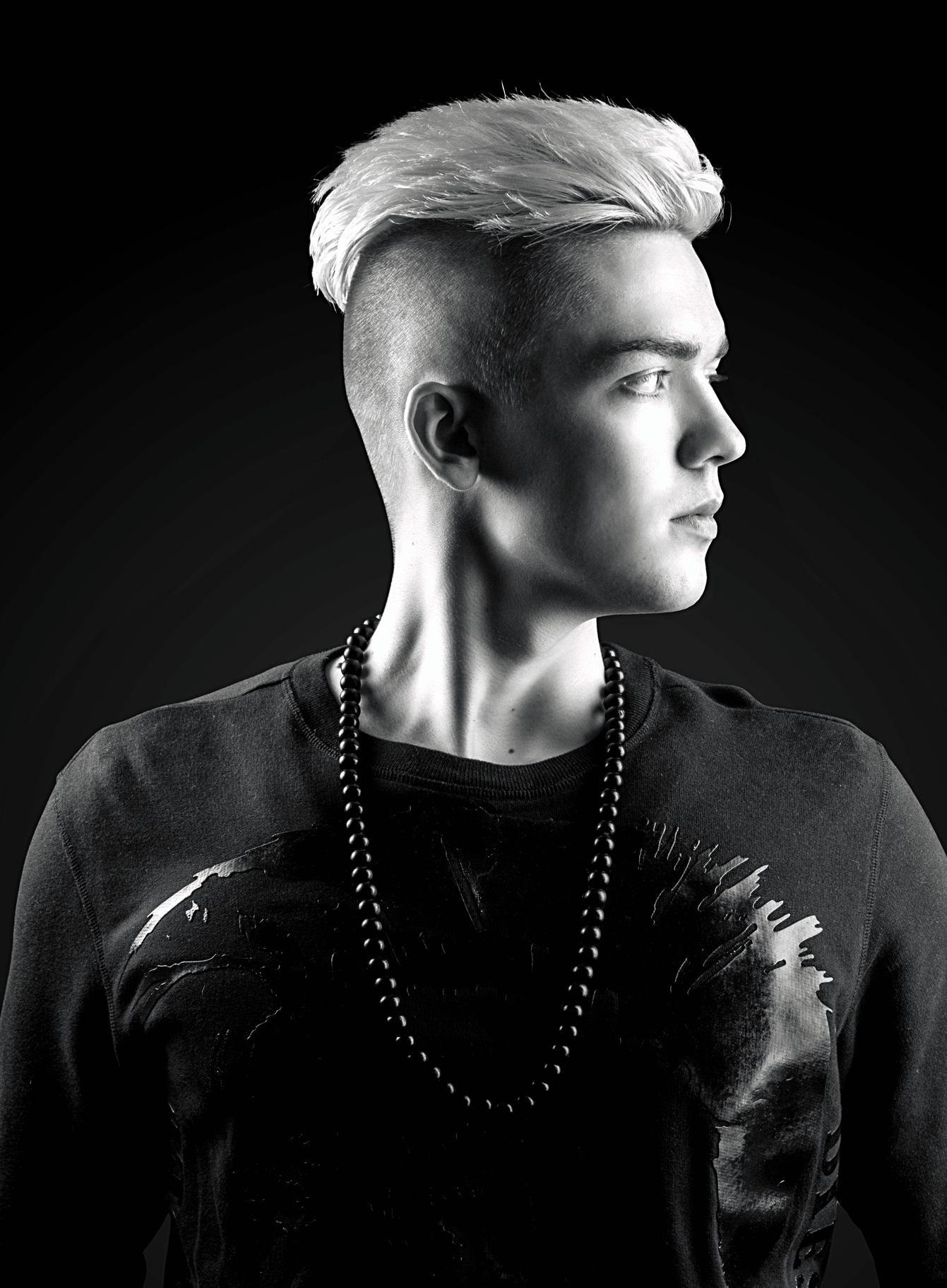
Joznez, 2015

Joznez (* 3. Juli 1994 in Villingen-Schwenningen, bürgerlich Johannes Löffler) ist ein deutscher Hip-Hop- und Pop-Produzent.

## Leben
Joznez wuchs in Furtwangen, Schwarzwald auf. Im Alter von sieben Jahren lernte er Keyboard zu spielen und komponierte eigene Melodien. Mit zwölf Jahren erstellte er am PC erste digitale Produktionen. Mit 16 Jahren erfolgte die erste Platzierung in den Charts für die Rapper Farid Bang, Fard und Summer Cem. Er produzierte für die drei Rapper den Song NRW auf dem Album Banger leben kürzer. Zu seinen Erfolgen als Produzent zählen 104 Top-Ten-, darunter 31 Nummer-eins-Platzierungen in den offiziellen Charts der Länder Deutschland, Österreich und Schweiz. Neben Produktionen für deutsche Rapper wie u. a. Kollegah, Bushido, Capital Bra komponierte Joznez Trailer-Soundtracks für TV-Serien und produzierte Soundtracks für Werbekampagnen.